# Iron Island
Iron Island is een onbewoond, rotsachtig eiland dat deel uitmaakt van de Canadese provincie Newfoundland en Labrador. Het 5,7 km² grote eiland ligt in de Labradorzee, vlak voor de kust van de regio Labrador, en maakt deel uit van het autonoom gebied Nunatsiavut.

## Geografie

### Ligging
Iron Island vormt tezamen met Dog Island, dat 1,8 km oostelijker ligt, de Dog Islands. Het ligt ruim 2,5 km ten noorden van het vasteland van het schiereiland Labrador en iets minder dan 3 km ten zuiden van Kikkertavak Island, een groot eiland dat deel uitmaakt van de Adlavikeilanden.
Het ligt tegenover Stag Bay op 10 km ten noordoosten van de monding van de Big River en 35 km ten zuidoosten van Makkovik, de dichtstbij gelegen bewoonde plaats.

### Topografie
Het eiland heeft langs zijn hele kustlijn steile kliffen, al is het bovenaan relatief vlak. Het reikt tot maximaal 183 m boven zeeniveau. Ten zuidwesten ervan ligt een grote rots die tot 6 m boven het wateroppervlak reikt.

### Geologie
De bodem van Iron Island bestaat uit porfirisch graniet. Dat graniet behoort, net als de bodem van Dog Island, Burnt Island en het tegenovergelegen vasteland, tot het zogenaamde Dog Islands Granite. Het graniet binnen die groep is massief, grofkorrelig en enigszins roze. Het gesteente is naar schatting 1,76 miljard jaar oud en bevat in vrij grote hoeveelheden het mineraal fluoriet, voornamelijk in kwarts-veldspaatdikes. In het westen van Iron Island bevinden er zich mafische lagen.